# Earth 2 (Album)
Earth 2: Special Low-Frequency Version ist das erste Studioalbum der US-amerikanischen Musikgruppe Earth. Die Band zählt zu den Pionieren der Musikrichtung Drone Doom.

## Entstehung
Das Album wurde im August 1992 im Tonstudio Avast Studios in Seattle, Washington aufgenommen.

## Stil und Inhalt
Die Instrumentalmusik auf dem Album ist sehr repetitiv arrangiert und wird in sehr langsamem Tempo gespielt. So enthält das dritte Stück Like Gold and Faceted im Grunde nur einen einzigen, dauernd wiederholten Wechsel zweier Akkorde. Die Instrumentierung besteht hauptsächlich aus E-Gitarre und E-Bass; lediglich Like Gold and Faceted enthält zusätzlich eine Tonspur mit Perkussion. Der Titel des Stücks Seven Angels bezieht sich auf das Buch der Offenbarung des Johannes.

## Rezeption
Das Album wird als Meilenstein der Musikrichtung Drone Doom angesehen. Es beeinflusste Bands wie Sunn O))), Boris und Teeth of Lions Rule the Divine.
Im Allmusic-Guide, der das Album mit viereinhalb von fünf Sternen bewertet, wird die Musik von Earth 2 als „durchdrungen von Bedrohung und Verzerrung“ beschrieben. Die Website everything2.com sieht Earth 2 als „Inkarnation des Drone“ an und bezeichnet nur das Album Altar als gleichwertig.

## Titelliste
1. Seven Angels – 15:38
2. Teeth of Lions Rule the Divine – 27:04
3. Like Gold and Faceted – 30:31